# Harry Watt
Harry Watt (Glasgow, 18 ottobre 1906 – Amersham, 2 aprile 1987) è stato un regista statunitense.
Allievo di John Grierson e assistente di Robert Flaherty per L'uomo di Aran (1934), mosse i primi passi come regista con Basil Wright nel film Night Mail (1936), accolto molto favorevolmente da tutti i settori della critica cinematografica.
Negli anni '40 e '50 del secolo scorso diresse vari lungometraggi a tema documentaristico, fra i quali da ricordare Nine Men (1943) e The Overlanders (1946).

## Filmografia

### Regista
- Coal face, del 1935
- Night Mail, del 1936
- The saving of Bill Blewitt, del 1936
- Big Money, del 1937
- North Sea, del 1938
- Wealth of a Nation, del 1938
- London Can Take It! (1940)
- Britany at bay, del 1940
- Nine men, del 1943
- Christmas under fire, del 1941
- Target for tonight, del 1941
- The Overlanders, del 1946
- Where No Vultures Fly, del 1951

### Effetti speciali
- La taverna della Giamaica (Jamaica Inn), regia di Alfred Hitchcock (1939)